# Mimas centripuncta
Mimas centripuncta är en fjärilsart som beskrevs av Clark 1891. Mimas centripuncta ingår i släktet Mimas och familjen svärmare. Inga underarter finns listade i Catalogue of Life.